# Etapele Turului României 2008
Această pagină descrie etapele Turului României 2008.
- Tricoul Galben  liderul clasamentului în ierarhia generală.
- Tricoul Alb liderul clasamentului pe puncte.
- Tricoul Verde  cel mai bun cățărător.
- Tricoul Roșu  cel mai bun sprinter.
- Tricoul Albastru  cel mai bun rutier român.

## Etape

### Prolog - sâmbătă, 7 iunie: Municipiul Botoșani
Distanță: 3,7 km 
| Nume              | Țară          | Echipă                  | Timp  |
| ----------------- | ------------- | ----------------------- | ----- |
| Sander Oostiander | Țările de Jos | Asito Cycling           | 4'01" |
| Rida Cador        | Ungaria       | P-Nivo Betonexpressz    | 4'04" |
| Angelo Ciccone    | Italia        | Italia                  | 4'05" |
| Giampolo Biolo    | Italia        | Italia                  | 4'06" |
| Dan Anghelache    | România       | Dinamo Secrom București | 4'18" |

### Etapa I - duminică, 8 iunie: Botoșani - Târgu Frumos - Roman - Piatra Neamț, 168 km
Județe traversate: Botoșani, Iași, Neamț

Traseul a cuprins 2 cățărări de tip C (verde) și 3 sprinturi (roșu).
- Cotul, altitudine 205 m
- Strunga altitudine 314 m
- Hârlău
- Cotnari
- Târgu Frumos

| Poz. | Nume            | Țară    | Echipă               | Timp      |
| ---- | --------------- | ------- | -------------------- | --------- |
| 1    | Davide D'Angelo | Italia  | P-Nivo Betonexpressz | 4h 4' 29" |
| 2    | Luca Zanderigo  | Italia  | Italia               | 4h 4' 29" |
| 3    | Dmitro Arkhinos | Ucraina | Mirage Ucraina       | 4h 4' 29" |

| Nume            | Țară     | Echipă               | Timp       |
| --------------- | -------- | -------------------- | ---------- |
| Davide D'Angelo | Italia   | P-Nivo Betonexpressz | 4h 08' 28" |
| Luca Zanderigo  | Italia   | Italia               |            |
| Manolo Zanella  | Italia   | Italia               |            |
| Daniel Petrov   | Bulgaria | CC Bourgas           |            |
| Dan Anghelache  | România  | Dinamo Secrom        | 4h 10' 13" |

### Etapa II - luni, 9 iunie: Piatra Neamț - Gheorgheni - Miercurea Ciuc, 137 km
Județe traversate: Neamț, Harghita

Traseul a cuprins 2 cățărări de tip A (verde) și 3 sprinturi (roșu).
- Lacul Roșu
- Vf. Pangarati
- Bicaz
- Gheorgheni
- Voslobeni

| Poz. | Nume              | Țară          | Echipă               | Timp       |
| ---- | ----------------- | ------------- | -------------------- | ---------- |
| 1    | Peter van Agtmaal | Țările de Jos | Profiline            | 3h 19' 52" |
| 2    | Gabor Arany       | Ungaria       | P-Nivo Betonexpressz | 3h 19' 52" |
| 3    | Dave Clarke       | Regatul Unit  | Nordland Hamburg     | 3h 19' 52" |
| 4    | Nathijs Wagenaar  | Țările de Jos | Asito Cycling Team   | 3h 19' 52" |

| Nume              | Țară          | Echipă               | Timp       |
| ----------------- | ------------- | -------------------- | ---------- |
| Peter van Agtmaal | Țările de Jos | Profiline            | 7h 28' 54" |
| Gabor Arany       | Ungaria       | P-Nivo Betonexpressz |            |
| Rida Cador        | Ungaria       | P-Nivo Betonexpressz |            |
| Manolo Zanella    | Italia        | Italia               |            |
| Dan Anghelache    | România       | Dinamo Secrom        | 7h 30' 53" |

### Etapa III - marți, 10 iunie: Miercurea Ciuc - Sighișoara - Mediaș - Sibiu, 193 km
Județe traversate: Harghita, Mureș, Sibiu

Traseul a cuprins 1 cățărare de tip A, 2 cățărări de tip B (verde) și 3 sprinturi (roșu).
- Cruce (A)
- Vlahița (B)
- Ruși (B)
- Odorheiu Secuiesc
- Sighișoara
- Mediaș

| Poz. | Nume            | Țară   | Echipă               | Timp       |
| ---- | --------------- | ------ | -------------------- | ---------- |
| 1    | Giampaolo Biolo | Italia | Italia               | 4h 37' 40" |
| 2    | Davide D'Angelo | Italia | P-Nivo Betonexpressz | 4h 37' 40" |
| 3    | Emanuele Rizza  | Italia | P-Nivo Betonexpressz | 4h 37' 40" |

| Nume              | Țară          | Echipă               | Timp        |
| ----------------- | ------------- | -------------------- | ----------- |
| Peter van Agtmaal | Țările de Jos | Profiline            | 12h 06' 34" |
| Davide D'Angelo   | Italia        | P-Nivo Betonexpressz |             |
|                   | -             |                      |             |
|                   | -             |                      |             |
| Dan Anghelache    | România       | Dinamo Secrom        | 12h 08' 33" |

### Etapa IV - miercuri, 11 iunie: Sibiu - Cisnădie - Talmaciu - Avrig - Bâlea Lac, 96 km
Județe traversate: Sibiu

Traseul a cuprins 3 cățărări (verde) și 2 sprinturi (roșu).
- Cisnădioara (C)
- Bâlea Cascadă (A)
- Bâlea Lac (SA)
- Cisnădie
- Avrig

| Poz. | Nume              | Țară          | Echipă               | Timp       |
| ---- | ----------------- | ------------- | -------------------- | ---------- |
| 1    | Rida Cador        | Ungaria       | P-Nivo Betonexpressz | 2h 37' 37" |
| 2    | Sander Oostlander | Țările de Jos | Asito Cycling        | 2h 42' 15" |
| 3    | Davide D'Angelo   | Italia        | P-Nivo Betonexpressz | 2h 42' 37" |

| Nume            | Țară    | Echipă               | Timp        |
| --------------- | ------- | -------------------- | ----------- |
| Rida Cador      | Ungaria | P-Nivo Betonexpressz | 14h 45' 46" |
| Davide D'Angelo | Italia  | P-Nivo Betonexpressz |             |
| Manolo Zanella  | Italia  | Italia               |             |
| Roman Visnevski | Ucraina | Mirage Ucraina       |             |
| Dan Anghelache  | România | Dinamo Secrom        | 14h 51' 55" |

### Etapa V - joi, 12 iunie: Sighișoara - Brașov - Vălenii de Munte, 207 km
Județe traversate: Mureș, Brașov, Prahova

Traseul a cuprins 2 cățărări (verde) și 3 sprinturi (roșu).
- Fiser (B)
- Pasul Bratocea (A)
- Rupea
- Feldioara
- Cheia

| Poz. | Nume              | Țară          | Echipă        | Timp       |
| ---- | ----------------- | ------------- | ------------- | ---------- |
| 1    | Pavel Sumanov     | Bulgaria      | Hemus         | 4h 53' 43" |
| 2    | Angelo Ciccone    | Italia        | Italia        | 4h 53' 43" |
| 3    | Sander Oostlander | Țările de Jos | Asito Cycling | 4h 53' 43" |

| Nume            | Țară    | Echipă               | Timp        |
| --------------- | ------- | -------------------- | ----------- |
| Rida Cador      | Ungaria | P-Nivo Betonexpressz | 19h 39' 29" |
| Davide D'Angelo | Italia  | P-Nivo Betonexpressz |             |
| Manolo Zanella  | Italia  | Italia               |             |
| Roman Visnevski | Ucraina | Mirage Ucraina       |             |
| Dan Anghelache  | România | Dinamo Secrom        | 19h 48' 16" |

### Etapa VI - vineri, 13 iunie: Vălenii de Munte - Cislău - Buzău - Brăila, 195 km
Județe traversate: Prahova, Buzău, Brăila

Traseul a cuprins 2 cățărări de tip C(verde) și 3 sprinturi (roșu).
- Ciuta
- Măgura
- Cislău
- Buzău
- Ianca

| Poz. | Nume            | Țară   | Echipă               | Timp       |
| ---- | --------------- | ------ | -------------------- | ---------- |
| 1    | Giampolo Biolo  | Italia | Italia               | 4h 41' 54" |
| 2    | Davide D'Angelo | Italia | P-Nivo Betonexpressz | 4h 41' 54" |
| 3    | Emanuele Rizza  | Italia | P-Nivo Betonexpressz | 4h 41' 54" |

| Nume             | Țară    | Echipă                   | Timp        |
| ---------------- | ------- | ------------------------ | ----------- |
| Rida Cador       | Ungaria | P-Nivo Betonexpressz     | 24h 21' 23" |
| Davide D'Angelo  | Italia  | P-Nivo Betonexpressz     |             |
| Manolo Zanella   | Italia  | Italia                   |             |
| Alexandru Ciocan | România | Conpet Petrolul Ploiești |             |
| Dan Anghelache   | România | Dinamo Secrom            | 24h 30' 10" |

### Etapa VII - sâmbătă, 14 iunie: Brăila - Giurgeni - Hârșova - Constanța, 175 km
Județe traversate: Brăila, Ialomița, Constanța

Traseul a cuprins 3 sprinturi (roșu).
- Hârșova
- M. Kogălniceanu
- Ovidiu

| Poz. | Nume            | Țară   | Echipă | Timp      |
| ---- | --------------- | ------ | ------ | --------- |
| 1    | Manolo Zanella  | Italia | Italia | 4h 8' 05" |
| 2    | Alex Buttazzoni | Italia | Italia | 4h 8' 05" |
| 3    | Giampolo Biolo  | Italia | Italia | 4h 8' 35" |

| Nume            | Țară    | Echipă               | Timp        |
| --------------- | ------- | -------------------- | ----------- |
| Rida Cador      | Ungaria | P-Nivo Betonexpressz | 28h 29' 58" |
| Davide D'Angelo | Italia  | P-Nivo Betonexpressz |             |
| Rida Cador      | Ungaria | P-Nivo Betonexpressz |             |
| Manolo Zanella  | Italia  | Italia               |             |
| Dan Anghelache  | România | Dinamo Secrom        | 28h 38' 45" |